# Mazzorbetto
Mazzorbetto [macorbèto]) je otok v Beneški laguni v Jadranskem morju. Upravno spada pod italijansko deželo Benečija (pokrajina Benetke).
Otok Mazzorbetto leži severno od otoka Mazzorbo, od katerega ga loči le 60 metrov širok istoimenski kanal. Čeprav ime pomeni "mali Mazzorbo", je otok v resnici precej večji od Mazzorba, ker se je v teku stoletij slednji v dobri meri pogreznil in je bil poplavljen, medtem ko se je "ta mali".še širil in pridobival ozemlje na severni strani.
Na otoku so vidne ruševine raznih poslopij, med drugim tudi vojašnice, ki so jo bili začeli graditi Francozi še leta 1807 in je pozneje služila Avstrijcem. Ostalo površino pokrivajo vrtovi in njivice. Prebivalstvo sestoji iz ene same družine in iz občasne prisotnosti skavtov, ki imajo tu enega od svojih sedežev.